# موزه اسلحه‌های سلطنتی
موزه اسلحه‌های سلطنتی (انگلیسی: Royal Armouries Museum) در لیدز، یورک‌شر غربی، انگلستان، یک موزه ملی است که مجموعه ملی اسلحه و زره را در خود جای داده‌است.